# Président d'un jour (film)
Pour les articles homonymes, voir Président d'un jour et Dave.
Pour plus de détails, voir Fiche technique et Distribution.
Président d'un jour (Dave) est un film américain réalisé par Ivan Reitman et sorti en 1993.

## Synopsis
Dave Kovic est le parfait sosie de William Mitchell, le président des États-Unis. Un agent du Secret Service fait appel à Dave pour permettre au président de passer discrètement une soirée avec sa maîtresse, pendant laquelle Mitchell est victime d'un accident vasculaire cérébral (AVC).
Afin de ne pas dévoiler l'état de santé du président et d'empêcher le vice-président de s'y substituer, le chef de cabinet de la Maison-Blanche décide d'employer Dave à temps complet pour quelque temps, tout en minimisant la détérioration cérébrale du président et en envoyant le vice-président en tournée diplomatique en Afrique. D'abord un peu réticent, Dave se prend au jeu, allant jusqu'à faire des réformes, faire voter un budget en faveur des sans-abris, et s'attirer la sympathie de la Première dame, qui hait et méprise son mari.
Dave renvoie plus tard le chef de cabinet, qui s'oppose à lui par la suite. Afin de rétablir la situation, Dave simule un malaise et s'éclipse discrètement, tandis qu'on annonce la « seconde » embolie du président, puis sa mort un peu plus tard.

## Fiche technique
- Titre français : Président d'un jour
- Titre original : Dave
- Réalisation : Ivan Reitman
- Scénario : Gary Ross
- Musique : James Newton Howard
- Photographie : Adam Greenberg
- Montage : Sheldon Kahn
- Décors : J. Michael Riva
- Costumes : Richard Hornung
- Producteurs : Ivan Reitman et Lauren Shuler Donner

Coproducteurs : Sherry Fadely et Gordon A. Webb
Producteurs délégués : Michael C. Gross et Joe Medjuck
- Sociétés de production : Northern Lights Entertainment, Donner/Shuler-Donner Productions et Warner Bros.
- Distribution : Warner Bros.
- Format : Couleurs - CinemaScope - 35 mm
- Pays de production :  États-Unis
- Durée : 110 minutes
- Genre : comédie
- Dates de sortie :
  - États-Unis : 7 mai 1993
  - France : 10 novembre 1993

## Distribution
- Kevin Kline (VF : Hervé Bellon ; VQ : Mario Desmarais) : Dave Kovic / le président des États-Unis William « Bill » Mitchell
- Sigourney Weaver (VF : Frédérique Tirmont ; VQ : Anne Caron) : la Première dame des États-Unis Ellen Mitchell
- Frank Langella (VF : Raymond Gérôme ; VQ : Hubert Fielden) : le chef de cabinet de la Maison-Blanche Bob Alexander
- Kevin Dunn (VF : Philippe Peythieu ; VQ : Marc Bellier) : Alan Reed
- Ving Rhames (VF : Tola Koukoui ; VQ : François L'Écuyer) : Duane Stevenson
- Ben Kingsley (VF : Marcel Guido ; VQ : Alain Clavier) : le vice-président des États-Unis Gary Nance
- Charles Grodin (VF : Michel Papineschi) : Murray Blum
- Laura Linney (VF : Natacha Muller) : Randi
- Stephen Root (VF : Mario Santini) : Don Durenberger
- Charles Hallahan (VF : Jean-Claude Sachot) : un policier
- Bonnie Hunt (VF : Martine Meirhaeghe) : la guide de la Maison-Blanche
- Anna Deavere Smith : Mme Travis
- George Martin (VF : Pierre Baton) : le médecin du président
- Sarah Marshall (VF : Maïté Monceau) : Diane

### Caméos
Personnalités politiques
- Christopher Dodd (VF : Michel Modo)
- Tom Harkin
- Howard Metzenbaum
- Tip O'Neill
- Paul Simon
- Alan K. Simpson (VF : Hervé Caradec)

Personnalités médiatiques
- Frank Mankiewicz
- Larry King (VF : Gilbert Lévy)
- Jay Leno (VF : Patrick Guillemin)
- Chris Matthews
- John McLaughlin (VF : Pierre Baton)
- Robert Novak
- Richard Reeves
- Arnold Schwarzenegger (VF : Richard Darbois[1] ; VQ : Benoît Rousseau)
- Ben Stein
- Oliver Stone (VF : Mario Santini)
- Helen Thomas

Sources et légendes : Version française (VF) sur RS Doublage et AlloDoublage,. Version québécoise (VQ) sur Doublage Québec.

## Production

### Attribution des rôles
Ce film est le premier dans lequel Kevin Kline joue deux personnages différents mais physiquement similaires. L'acteur renouvellera cette expérience notamment dans Créatures féroces (1996) et Wild Wild West (1999).
Des guest-stars font leur apparition : Jay Leno, Larry King, Paul Simon, Oliver Stone et Arnold Schwarzenegger (familier des films d'Ivan Reitman), qui jouent leurs propres rôles.

### Tournage
Le tournage a lieu du 13 août au 10 novembre 1992. Il se déroule à Richmond en Virginie (notamment son Capitole), à Washington (Georgetown, National Mall…), dans le Maryland (Baltimore, Bethesda) et en Californie (Arcadia, Warner Bros. Studios, Pomona College à Claremont, Los Angeles).

## Distinctions
Le film est nommé aux Oscars 1994 dans la catégorie meilleur scénario original pour Gary Ross.

## Commentaire
Une incohérence est présente dans la numérotation des présidents. En effet, une hôtesse touristique dit que le président est le 42e, ce qui dans la réalité correspond à Bill Clinton, qui commençait son premier mandat à la sortie du film. Pourtant, à la fin du film, le vice-président est intronisé comme 45e président des États-Unis, ce qui correspond dans la réalité à Donald Trump.